# Liga Norte Femenina 2016
La Liga Norte Femenina 2016 è stata la 1ª edizione del campionato di football americano femminile, organizzato dalla FEFAPA.

## Squadre partecipanti
| Club             | Città     | Stadio | Sponsor ufficiale |
| ---------------- | --------- | ------ | ----------------- |
| Cantabria Bisons | Santander |        | Uneatlántico      |
| Gijón Mariners   | Gijón     |        |                   |

## Stagione regolare

### Calendario

#### 1ª giornata
| Gijón 2 aprile 2016, ore 17:30 | Gijón Mariners | 26 – 12 referto | Cantabria Bisons | C.D. Las Mestas |

#### 2ª giornata
| Santander 30 aprile 2016, ore 12:00 | Cantabria Bisons | 12 – 39 referto | Gijón Mariners | IMD Ruth Beitia |

### Classifica
La classifica della regular season è la seguente:
- PCT = percentuale di vittorie, G = partite giocate, V = partite vinte,  P = partite perse, PF = punti fatti, PS = punti subiti

| Pos. | Squadra          | PCT   | G | V | N | P | PF | PS |
| ---- | ---------------- | ----- | - | - | - | - | -- | -- |
| 1    | Gijón Mariners   | 1.000 | 2 | 2 | 0 | 0 | 65 | 24 |
| 2    | Cantabria Bisons | .000  | 2 | 0 | 0 | 2 | 24 | 65 |

## Verdetti
- Gijón Mariners Campionesse della LNF